# Lambert Sonna Momo
Lambert Sonna Momo (Yaoundé, 8 agosto 1970) è un informatico svizzero di origini camerunesi.
È noto per il suo lavoro nell'identificazione e autenticazione elettronica tramite biometria, in particolare nel riconoscimento venoso.

## Biografia

### Formazione e inizi
Bachelor in matematica all'Università di Yaoundé nel 1993, ha proseguito gli studi con due master conseguiti presso la Scuola politecnica federale di Losanna, uno in ingegneria del software nel 2001 e l'altro in sistemi informativi nel 2003.
Ha conseguito il dottorato in sistemi informatici e di sicurezza presso l'Università di Losanna nel 2008 con una tesi sull'elaborazione di dashboard ISS dinamiche sotto la supervisione di Solange Ghernaouti. Fino al 2014 ha insegnato su argomenti relativi alla sicurezza informatica e alla protezione dei dati privati.

### Carriera

#### Ruoli accademici
Professore specializzato in sicurezza informatica, raccoglie in un libro le procedure essenziali da mettere in atto per garantire e monitorare l'evoluzione della strategia di sicurezza informatica nelle organizzazioni.

#### Ricerca e brevetti per invenzioni
Nel 2016 ha riunito un team multidisciplinare specializzato nei campi della biometria con il dott. Sébastien Marcel dell'Idiap Research Institute, della crittografia con il prof. Serge Vaudenay, direttore del Laboratorio di sicurezza e crittografia dell'EPFL, dell'elettronica con il dott. Pierre Roduit dell'HES SO Vallese, e della microtecnologia con Eric Grenet del Centro svizzero di elettronica e microtecnologia. Questo team ha depositato i brevetti di una nuova tecnologia di autenticazione biometrica, basata sulla scansione venosa multi-vista delle dita della mano. La filosofia implementata e il particolare approccio coniugano sicurezza dei dati e rispetto della sfera privata. La crittografia forte dei progetti VenoID e VenoLock viene eseguita in collaborazione con il professor Serve Vaudenay e il suo dipartimento LASEC/EPFL.
Un primo brevetto divulga il metodo di scansione, lettura, riconoscimento, e autenticazione biometrica delle vene delle dita della mano. Prima convalidato in Svizzera, il brevetto è soggetto a protezione internazionale nell'ambito del sistema internazionale dei brevetti (PCT) con l'Organizzazione mondiale per la proprietà intellettuale, con protezione depositata negli Stati Uniti, in Europa e Hong Kong.
Il secondo brevetto riguarda la crittografia delle comunicazioni tra i componenti informatici del sistema. È oggetto di protezione internazionale come il precedente.
Il terzo brevetto riguarda la separazione e eliminazione del rischio di repliche dei dati biometrici, tramite l'uso di pseudonimi. È oggetto di protezione internazionale come i precedenti.
Nel 2020, la Confederazione Svizzera, attraverso il suo organismo di riferimento per l'innovazione, Innosuisse, ha fornito una sovvenzione di un milione di franchi svizzeri per lo sviluppo, con IDIAP, di uno scanner di rete venosa per l'intera mano senza appoggio.
Nel 2021, la stampa specializzata in tecnologie biometriche considera il riconoscimento venoso come il più etico, spiegando che opera su morfologia nascosta.
Lambert Sonna Momo è anche il fondatore di GLOBAL ID SA, uno spin-off dell'EPFL che porta sul mercato questa tecnologia di autenticazione biometrica.

## Pubblicazioni
Dashboard dinamici: un approccio basato sull'ontologia è un libro pubblicato nel 2011.

## Riconoscimenti
2021: Vincitore della 2ª edizione del Camerun Digital Boost a Douala.